# Notte bella magnifica
Notte bella magnifica è una canzone del 1993 scritta e composta da Amedeo Minghi, di cui è anche l'interprete. 

## Descrizione
Viene presentata al Festival di Sanremo nel 1993, nella categoria Big, dove si classificherà al 9º posto, con 6.209 voti. Verrà inserita nell'album dal vivo del cantautore romano Dallo Stadio Olimpico di Roma, come brano inedito realizzato in studio e nelle raccolte Minghi Studio Collection (1999), The Platinum Collection (2006) e Il meglio di Amedeo Minghi (2011).